# La Double Vie de Mathias Pascal
Pour plus de détails, voir Fiche technique et Distribution.
La Double Vie de Mathias Pascal (Le due vite di Mattia Pascal) est un film franco-germano-hispano-britannico-italien réalisé par Mario Monicelli, sorti en 1985.
Cette comédie, inspiré du roman Feu Mathias Pascal (Il fu Mattia Pascal) de Luigi Pirandello, a été présentée au Festival de Cannes 1985.

## Synopsis
Le film raconte l'histoire de Mathias Pascal, fils de petits agriculteurs du nord de l'Italie qui décide de tenter sa chance dans des casinos en France. Ayant gagné beaucoup d'argent, il choisit de quitter la monotonie de la famille. En lisant un journal, il découvre qu'une personne portant le même nom que lui est morte mystérieusement. Convaincu que c'est l'occasion parfaite pour démarrer une nouvelle vie, Mathias Pascal décide de changer son identité en Arturo Meis. Il s'installe à Rome et va à la rencontre de son destin.

## Fiche technique
- Titre : La Double Vie de Mathias Pascal
- Titre original : Le due vite di Mattia Pascal
- Réalisation : Mario Monicelli
- Scénario : Suso Cecchi D'Amico, Ennio De Concini, Mario Monicelli, Amanzio Todini, d'après un roman de Luigi Pirandello
- Photographie : Camillo Bazzoni
- Montage : Ruggero Mastroianni
- Musique : Lorenzo Baraldi
- Costumes : Gianna Gissi
- Producteur : Carlo Cucchi, Silvia D'Amico Bendico
- Sociétés de production : Channel Four Film, Cinecittà, Excelsior Cinematografica, France 2, Radiotelevisione Italiana, Radio Televisión Española (RTVE), Tele München Fernseh Produktionsgesellschaft (TMG), Televisione Svizzera Italiana (TSI)
- Pays d'origine :  Italie |  France |  Allemagne de l'Ouest|  Espagne |  Royaume-Uni
- Langue : italien
- Format : couleur (Eastmancolor) — 35 mm — Son : mono
- Genre : comédie
- Durée : 145 minutes
- Dates de sortie : 
  -  Italie : 30 août 1985

## Distribution
- Marcello Mastroianni - Mathias Pascal
- Senta Berger : Clara
- Flavio Bucci : Terenzio Papiano
- Laura Morante : Adriana Paleari
- Laura del Sol : Romilda Pescatore
- Caroline Berg : Véronique
- Andréa Ferréol : Silvia Caporale
- Bernard Blier : Anselmo Paleari
- Alessandro Haber : Mino Pomino
- Néstor Garay : Giambattista Malagna
- Rosalia Maggio : Vedova Pescatore
- Clelia Rondinella : Oliva Salvoni
- Carlo Bagno : Pellegrinotto, dattilografo
- Flora Cantone : Mère de  Mathias
- Helen Stirling : Zia Scolastica